# Erich Ludendorff

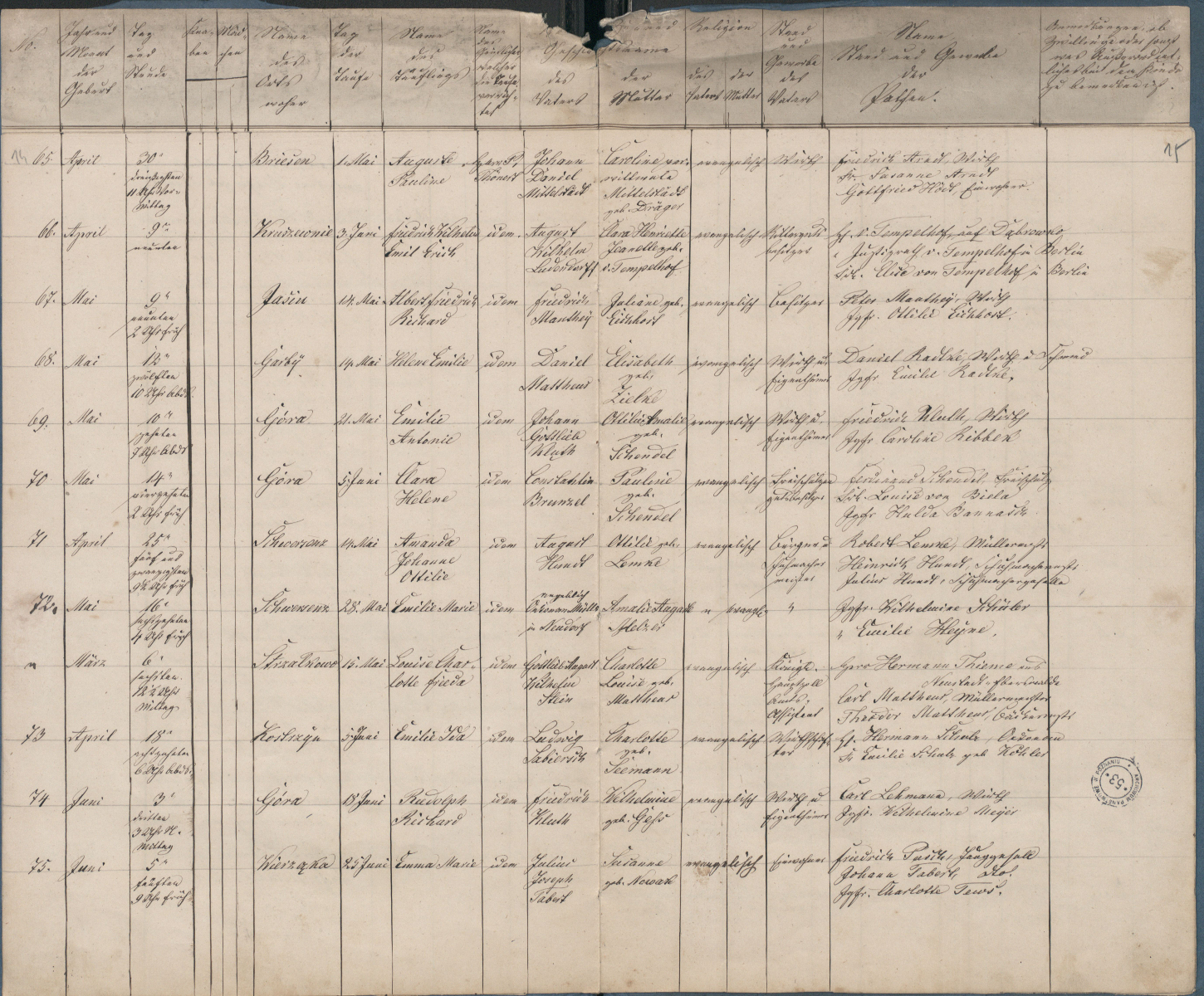
Wypis ksiag parafialnych aktu urodzenia Ericha Ludendorffa.

Erich Ludendorff (ur. 9 kwietnia 1865 w Kruszewni koło Poznania, zm. 20 grudnia 1937 w Monachium) – wojskowy niemiecki, czołowy dowódca w czasie I wojny światowej. Przywódca skrajnej prawicy niemieckiej, zwolennik volkizmu, antysemita i antykomunista, odgrywał kluczową rolę we wczesnych próbach obalenia Republiki Weimarskiej, bliski współpracownik Adolfa Hitlera we wczesnym okresie działalności NSDAP.

## Życiorys
Urodził się jako syn właściciela ziemskiego i emerytowanego oficera, niedaleko Kruszewni. Jego ojciec pochodził z rodziny pomorskiego kupca, której pochodzenie można śledzić w Szwecji, do czasów Eryka XIV. Jego ojciec walczył jako oficer kawalerii w niemieckiej wojnie zjednoczeniowej 1866 oraz w 1870–71 r. i przeznaczył Ericha do kariery oficerskiej. Następnie jego ojciec sprzedał dwór i pracował jako urzędnik ubezpieczeniowy. Matka pochodziła z pruskiej rodziny szlacheckiej, jednym z ich pradziadków był pruski generał Georg Friedrich von Tempelhoff. Jego młodszym bratem był astrofizyk Hans Ludendorff. Zdecydował się na karierę wojskową, od 1904 roku był oficerem w Sztabie Generalnym. W 1908 został kierownikiem Sekcji II Sztabu Generalnego, zajmującej się rozmieszczeniem wojsk i mobilizacją. Pracował nad modyfikacją Planu Schlieffena, bezskutecznie domagając się zwiększenia wydatków na wojsko. W 1913 został dowódcą 39. Regimentu Fizylierów stacjonującego w Düsseldorfie.
W I wojnie światowej przesunięty na front, dowodził brygadą stacjonującą w Strasburgu. W roku 1914 odebrał kapitulację belgijskiej twierdzy Liège, co było jednym z pierwszych sukcesów niemieckich w czasie wojny. W uznaniu zasług uhonorowany przez cesarza Wilhelma II orderem Pour le Mérite, został następnie szefem sztabu 8. Armii pod dowództwem Hindenburga i miał udział w spektakularnych zwycięstwach nad Rosjanami pod Tannenbergiem i nad Jeziorami Mazurskimi. W sierpniu 1916 roku, po przejściu Hindenburga na stanowisko szefa sztabu generalnego, Ludendorff został mianowany generalnym kwatermistrzem armii niemieckiej. Wspólnie z Hindenburgiem odgrywał w tym czasie wiodącą rolę w państwie, nie tylko w administracji wojskowej, ale i cywilnej. Występował na rzecz prowadzenia nieograniczonej wojny podwodnej. Brał udział w przygotowaniu Aktu 5 listopada (1916). Ważną rolę odegrał w zawarciu pokoju z Rosją w Brześciu w marcu 1918 roku. Przygotował następnie plan tzw. ofensywy wiosennej na froncie zachodnim. Po jej niepowodzeniu (przegrana druga bitwa nad Marną) zwolennik zawieszenia broni. Jednakże po poznaniu twardych i niekorzystnych warunków podyktowanych przez kraje Ententy II Rzeszy, domagał się podtrzymania walk za wszelką cenę. W październiku 1918 zdymisjonowany przez cesarza Wilhelma II, złożył rezygnację z funkcji dowódczych.
Po zawieszeniu broni schronił się w Szwecji (zbiegł tam w przebraniu), gdzie pracował nad publikacjami na tematy wojenne. Próbował dowodzić w nich, że wojna nie zakończyła się przegraną Niemiec. Po powrocie do Niemiec związał się z powstającym ruchem nazistowskim, brał udział w puczu Kappa (1920) i współorganizował z Hitlerem pucz monachijski (1923), w wyniku którego został aresztowany. Jednakże podczas procesu przez sąd oczyszczony z zarzutów i uniewinniony. W roku 1924 wsparł finansowo alchemika Franza Tausenda oczarowany możliwością transmutacji rtęci w złoto. Środki te zostały zdefraudowane przez Tausenda, za co 5 lutego 1931 został skazany przez sąd przysięgłych w Monachium na 3 lata i 8 miesięcy więzienia.
W roku 1924 Ludendorff został deputowanym do Reichstagu z ramienia NSDAP, rok później startował w wyborach prezydenckich, ale poniósł klęskę (otrzymał niespełna 1% głosów), a zwycięzcą został Hindenburg. W 1925 r. założył masową organizację polityczną Tannenbergbund, a w 1929 r. religijną organizację Deutschvolk. W 1927 roku Hitler wykluczył Ludendorffa z NSDAP, dodatkowo zakazał członkom NSDAP przynależności do Tannenbergbund. Po zdobyciu władzy przez nazistów Ludendorff odmówił przyjęcia zaproponowanego przez Hitlera stopnia feldmarszałka, tłumacząc, że nie przyjmie awansu od kaprala. Pochowany na Neuer Friedhof w Tutzing.

## Teoria wojny
W książce Der Totale Krieg (Wojna totalna) twierdził za Clausewitzem, że „polityka to sposób prowadzenia wojny”, a pokój stanowi jedynie krótki czas pomiędzy kolejnymi wojnami. Naród i społeczeństwo powinny być całkowicie podporządkowane potrzebom armii oraz nadrzędnemu celowi, jakim jest pokonanie przeciwnika, jedynym zaś celem wojny jest zniszczenie przeciwnika wszelkimi dostępnymi metodami. Wśród tych metod poczesne miejsce zajmuje uderzenie w naród przeciwnika, jako podstawę jego armii – uderzenie w naród przeciwnika osłabi jego armię, a przez to ułatwi zwycięstwo nad nią.

## Odznaczenia
- Order Orła Czerwonego III klasy ze wstęgą i koroną (Prusy)[2]
- Order Królewski Korony III klasy (Prusy)[2]
- Krzyż Zasługi Wojennej (Meklemburgia-Strelitz)[6]
- Krzyż Komandorski II klasy Orderu Lwa Zernestyńskiego (Badenia)[2]
- Oficer Orderu Zasługi Wojskowej (Bawaria)[2]
- Krzyż Komandorski Orderu Gryfa (Meklemburgia)[2]
- Krzyż Honorowy Orderu Korony Wirtemberskiej (Wirtembergia)[2]
- Komandor Orderu Franciszka Józefa (Austro-Węgry)[2]

## W kulturze
Ludendorff jest ważną postacią negatywną w filmie Wonder Woman z 2017 r. W jego rolę wcielił się Danny Huston.